# العلاقات التوفالية الهايتية
العلاقات التوفالية الهايتية هي العلاقات الثنائية التي تجمع بين توفالو وهايتي.

## مقارنة بين البلدين
هذه مقارنة عامة ومرجعية للدولتين:
| وجه المقارنة                                              | توفالو                         | هايتي                                |
| --------------------------------------------------------- | ------------------------------ | ------------------------------------ |
| المساحة (كم2)                                             | 26                             | 27.75 ألف                            |
| عدد السكان (نسمة)                                         | 11.19 ألف                      | 10.98 مليون                          |
| الكثافة السكانية (ن./كم²)                                 | 43.04 ألف                      | 395.68                               |
| العاصمة                                                   | فونافوتي                       | بورت أو برانس                        |
| اللغة الرسمية                                             | اللغة التوفالوية، لغة إنجليزية | لغة فرنسية، اللغة الكريولية الهايتية |
| العملة                                                    | دولار توفالو                   | جوردة هايتية                         |
| الناتج المحلي الإجمالي (بليون دولار)                      | 39.73 مليون                    | 8.41 مليار                           |
| الناتج المحلي الإجمالي (تعادل القوة الشرائية) بليون دولار | 38.93 مليون                    | 18.82 مليار                          |
| الناتج المحلي الإجمالي الاسمي للفرد دولار أمريكي          | 3.29 ألف                       | 818                                  |
| الناتج المحلي الإجمالي للفرد دولار أمريكي                 | 3.77 ألف                       | 1.73 ألف                             |
| مؤشر التنمية البشرية                                      |                                | 0.483                                |
| رمز المكالمات الدولي                                      | +688                           | +509                                 |
| رمز الإنترنت                                              | .tv                            | .ht                                  |
| المنطقة الزمنية                                           | ت ع م+12:00                    | 00                                   |

## منظمات دولية مشتركة
يشترك البلدان في عضوية مجموعة من المنظمات الدولية، منها:
| علم المنظمة | اسم المنظمة                                 | تاريخ انضمام توفالو | تاريخ انضمام هايتي |
| ----------- | ------------------------------------------- | ------------------- | ------------------ |
|             | مجموعة دول أفريقيا والكاريبي والمحيط الهادئ | ?                   | ?                  |
|             | منظمة حظر الأسلحة الكيميائية                | ?                   | ?                  |
|             | تحالف الدول الجزرية الصغيرة                 | ?                   | ?                  |
|             | الأمم المتحدة                               | 5 سبتمبر 2000       | 24 أكتوبر 1945     |
|             | يونسكو                                      | 21 أكتوبر 1991      | 18 نوفمبر 1946     |
|             | مؤسسة التنمية الدولية                       | 24 يونيو 2010       | 13 يونيو 1961      |
|             | البنك الدولي للإنشاء والتعمير               | 24 يونيو 2010       | 8 سبتمبر 1953      |
|             | الاتحاد البريدي العالمي                     | ?                   | ?                  |
|             | الاتحاد الدولي للاتصالات                    | 15 أغسطس 1996       | 10 أكتوبر 1927     |

## وصلات خارجية
- موقع وزارة الخارجية الهايتية